# Bryum pamiricomucronatum
Bryum pamiricomucronatum là một loài rêu trong họ Bryaceae. Loài này được H. Philib. ex Broth. mô tả khoa học đầu tiên năm 1906.